# آرچ ریسورسز
آرچ ریسورسز (انگلیسی: Arch Resources) شرکت زغال‌سنگ آمریکایی است، که در سال ۱۹۶۹ تأسیس شد.